# センプリチ庭園

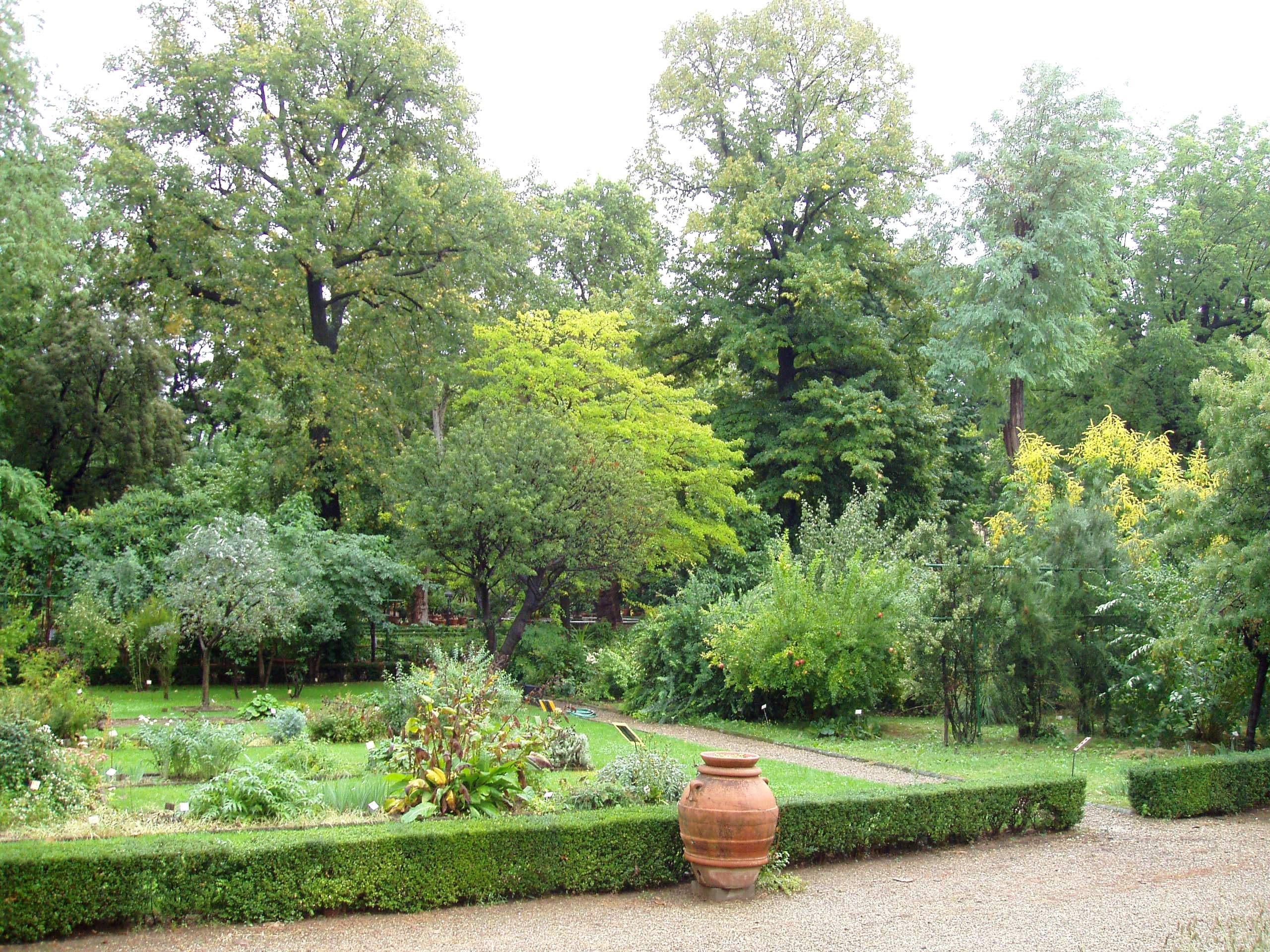

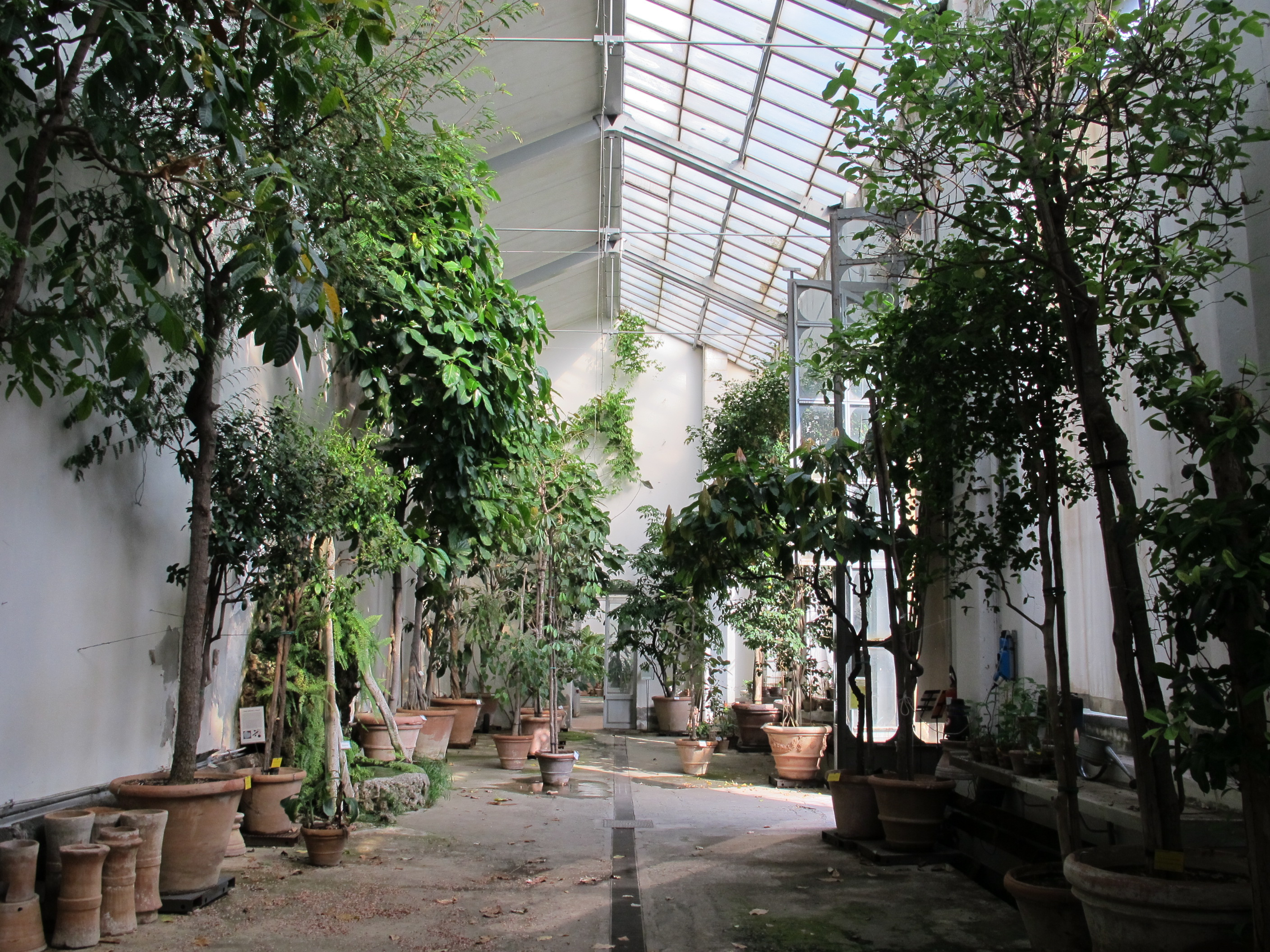
温室

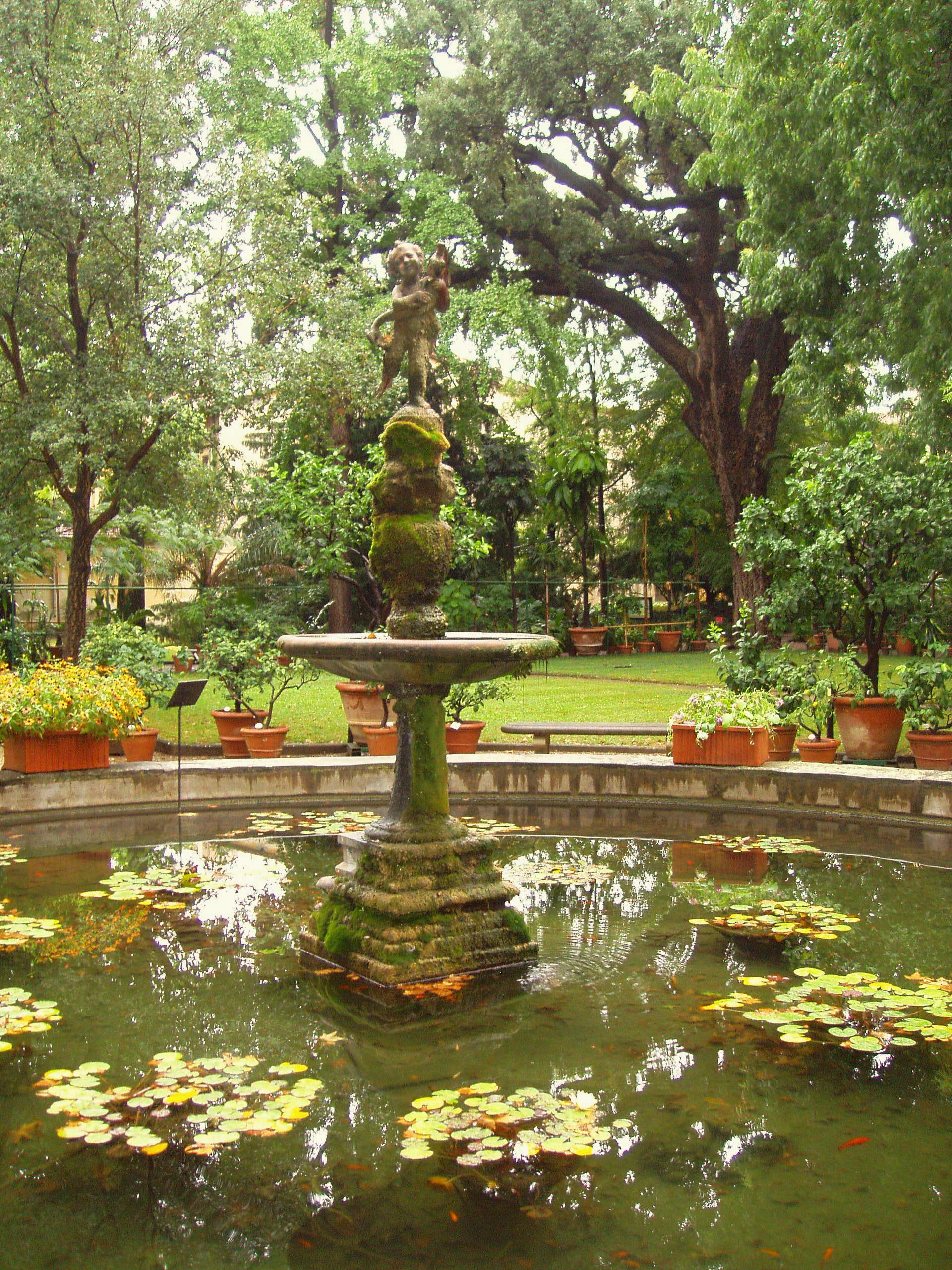
園内の噴水

センプリチ庭園（Giardino dei Semplici）はイタリアのフィレンツェにある植物園であり、フィレンツェ大学附属自然史博物館（museo di Storia Naturale dell'Università degli Studi di Firenze）の施設である。面積は2.3ha。

## 歴史
センプリチ（Semplici）という言葉は薬草を示す言葉でヨーロッパの中世には多くの都市で栽培され、栽培場はHorto dei sempliciと呼ばれた。ヨーロッパ最初の薬草園は、シルバチコ（Matteo Silvatico、ラテン名 Matthaeus Silvaticus）がサレルノの医学校に13世紀から14世紀の間に創立したものとされる、ミネルバ庭園（Giardino della Minerva）で、薬草やその他の植物の収集栽培と分類が行われ、薬効の研究が行われた。
センプリチ庭園は16世紀に博物学への興味が高まるとともに初代トスカーナ大公、コジモ1世の要望による医学の教育のための菜園として開設された。公式な設立日はドミニコ会との間で、土地の借用契約が結ばれた、1545年12月1日とされている。植物園としては、ピサの植物園、パドヴァの植物園に継ぐ歴史を持っている。
ニッコロ・トリーボ（Niccolò Tribolo）が庭園を設計し、ルカ・ギーニ（Luca Ghini）が植栽する植物を選び、その場所を選んだ。16世紀の末までには園長のジュゼッペ・カサボーナ（Giuseppe Casabona）のもとで多くの希少植物の増加により充実した。17世紀にはパオロ・ボッコーネ（Paolo Silvio Boccone）らの植物学者の活動によって、サンタ・モニカ・ヌオーヴァ植物園（l'Orto botanico di Santa Maria Nuova）とピサ植物園（Orto botanico di Pisa）とともに高い評価をえた。18世紀初めにピエール・アントニオ・ミケーリ（Pier Antonio Micheli）によって、外国の学者との交流が行われ国際的に重要な植物研究の中心のひとつとなった。ミケーリは1716年にイタリア植物学会を設立し、1718年に園長に任じられ、1737年に没するまで、園長を務め、多くの種子や標本が集められた。 その後、ジョヴァンニ・トッツェッティ（Giovanni Targioni Tozzetti）やマネッチ（Saverio Manetti）らが園長を務めた。マネッチによって最初のカタログ（"Index seminum. Passato" ）が執筆された。一時、「栽培実験植物園」（Orto sperimentale agrario）と名称が変わるが、1847年にもとの名称に戻され、1864年には一般公開されるようになった。テオドール・カルエル（Théodore Caruel）が園長を務めた時代に、現在も残る、最初の温室が造られた。19世紀末に、王立高等教育研究所（Regio Istituto di Studi Superiori）の施設になり、後に、フィレンツェ大学の附属施設となった。